# Оссуччо
Оссуччо (італ. Ossuccio) — колишній муніципалітет в Італії, у регіоні Ломбардія, провінція Комо. З 4 лютого 2014 року Оссуччо є частиною новоствореного муніципалітету Тремеццина.
Оссуччо розташоване на відстані близько 530 км на північний захід від Рима, 60 км на північ від Мілана, 19 км на північний схід від Комо.
Населення — 975 осіб (2012).

## Демографія
Населення за роками:

Станом на 31 грудня 2010 року в муніципалітеті офіційно проживали 44 іноземці з 19 країн, серед них 16 громадян країн Євросоюзу та 1 громадянин України.

## Сусідні муніципалітети
- Колонно
- Ленно
- Леццено
- Понна
- Порлецца
- Сала-Комачина